# Byttneria voulily
Byttneria voulily är en malvaväxtart som beskrevs av Henri Ernest Baillon. Byttneria voulily ingår i släktet Byttneria och familjen malvaväxter. Inga underarter finns listade i Catalogue of Life.